# Districte de Košice II
El districte de Košice II - (eslovac) Košice II - és un dels quatre districtes que formen la ciutat de Košice. Té una superfície de 80,54 km², i el 2024 tenia 77.914 habitants. La capital és Košice.

## Demografia
| Godina             | 1994   | 2004   | 2014   | 2024   |
| ------------------ | ------ | ------ | ------ | ------ |
| Nombre de persones | 82.110 | 79.934 | 82.479 | 77.914 |
| Diferència         |        | −2,65% | +3,18% | −5,53% |

| Godina             | 2023   | 2024   |
| ------------------ | ------ | ------ |
| Nombre de persones | 78.385 | 77.914 |
| Diferència         |        | −0,60% |